# Herman van Run

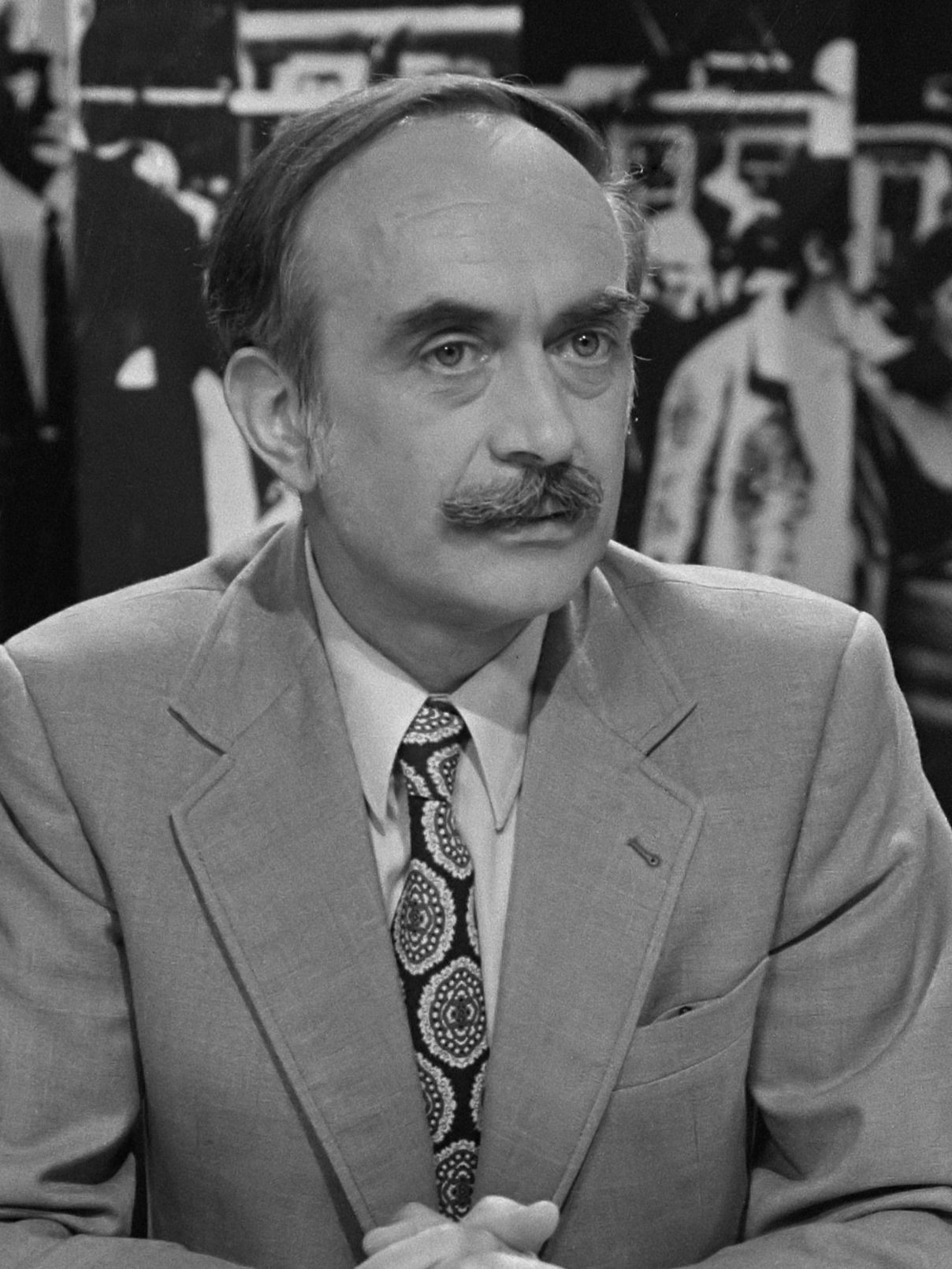
Herman van Run (1971)

Herman Willem Marie (Herman) van Run (Horssen, 10 september 1918 – Overveen, 13 juni 2012) was een Nederlands journalist en radioprogrammamaker.
Van Run studeerde rechten aan de Katholieke Universiteit Nijmegen waar hij rond 1940 Godfried Bomans leerde kennen. In de Tweede Wereldoorlog werd hij, in 1940, lid van de Nederlandsche Unie en in mei 1942 werd hij als gijzelaar gedetineerd in kamp Haaren. In 1949 vestigde hij zich in Haarlem waar hij rond 1950 bevriend raakte met Bomans.
Voor de KRO maakte Van Run zowel journalistieke radioprogramma's als improvisaties en cabaret. Hij was tot 1974 de laatste hoofdredacteur van het dagblad De Tijd. Van Run doceerde rechten, maar werd in 1970 tijdelijk directeur van de School voor Journalistiek (SvJ). Later werd hij bijzonder hoogleraar voor de pers en persvrijheid aan de Erasmus Universiteit. Hij droeg bij aan verschillende publicaties en documentaires over met name de journalistiek en de Tweede Wereldoorlog. Ook droeg hij bij aan het boekenweekgeschenk in 1977.
Herman van Run was gehuwd en had drie kinderen. Zijn zoon Godfried van Run is redacteur van het televisie-programma Andere Tijden. 
- Bibliothèque nationale de France: cb14512214h (data)
- Gemeinsame Normdatei: 135696364
- International Standard Name Identifier: 0000 0000 7842 6934
- Library of Congress Control Number: n85060195
- MusicBrainz: 9d2b82a1-5d86-446e-8860-adbc123d1e0d
- Nederlandse Thesaurus van Auteursnamen: 070541221
- Système universitaire de documentation: 161663869
- Virtual International Authority File: 10081785
- WorldCat: E39PBJqbgj3jd9bt4DqDkWf8YP